# Brova
Brova (cyr. Брова) – wieś w Bośni i Hercegowinie, w Republice Serbskiej, w mieście Trebinje. W 2013 roku liczyła 9 mieszkańców.